# رؤیای درخشان
«رؤیای درخشان» (انگلیسی: Dream Glow) ترانه‌ای از جین و جیمین عضو گروه پسرانهٔ کره‌ای بی‌تی‌اس و خوانندهٔ بریتانیایی چارلی ایکس‌سی‌ایکس است و به عنوان یک تک‌آهنگ در ۷ ژوئن ۲۰۱۹ منتشر شد. تهیه‌کنندگی این آهنگ را استارگیت انجام داده و نخستین آهنگ از موسیقی متن بازی دنیای بی‌تی‌اس است.

## جدول‌ها
| جدول (۲۰۱۹)                                        | بهترین موقعیت |
| -------------------------------------------------- | ------------- |
| استرالیا (ای‌آرآی‌ای)                                | ۷۷            |
| فروش دیجیتال ترانه‌های اروپا (بیلبورد)              | ۱۸            |
| فروش‌های ترانه دیجیتال فنلاند (بیلبورد)             | ۳             |
| دانلودهای فرانسه (اس‌ان‌ئی‌پی)                        | ۳۰            |
| دیجیتال بین‌المللی یونان (آی‌اف‌پی‌آی)                 | ۴۱            |
| مجارستان (۴۰ تک‌آهنگ برتر)                          | ۳             |
| ایرلند (ایرما)                                     | ۶۳            |
| لیتوانی (ای‌جی‌ای‌تی‌ای)                               | ۴۶            |
| مالزی (آرآی‌ام)                                     | ۴             |
| تک‌آهنگ‌های داغ نیوزیلند (آرام‌ان‌زی)                  | ۷             |
| اسکاتلند (اوسی‌سی)                                  | ۱۸            |
| ستگاپور (آرآی‌ای‌اس)                                 | ۲۷            |
| کره جنوبی (گائون)                                  | ۷۵            |
| هیتسیکر سوئدی (فهرست برترین‌های سوئد)               | ۱۰            |
| سوئیس (شوایزر هیت‌پاراد)                            | ۸۹            |
| تک‌آهنگ‌های بریتانیا (اوسی‌سی)                        | ۶۱            |
| تک‌آهنگ‌های مستقل بریتانیا (اوسی‌سی)                  | ۸             |
| ایالات متحده فوران‌کننده زیر ۱۰۰ آهنگ داغ (بیلبورد) | ۶             |

## تاریخچه انتشار
| منطقه | تاریخ       | فرمت                  | ناشر           | منابع |
| ----- | ----------- | --------------------- | -------------- | ----- |
| مختلف | ۷ ژوئن ۲۰۱۹ | دانلود دیجیتال استریم | بیگ هیت تیک‌وان |       |